# Rückholz
Rückholz é um município da Alemanha, situado no distrito da Algóvia Oriental, no estado da Baviera. Tem 17,21 km² de área, e sua população em 2019 foi estimada em 878 habitantes.